# 元韶禪師
元韶禪師（1648年7月8日—1728年11月20日），清初僧人，臨濟宗第33代法嗣。
元韶俗姓謝，字煥碧，是廣東潮州人。1677年，跟隨商船來到廣南的歸寧府（今越南平定省歸仁），於當地建立十塔彌陀寺。1682年，帶領五十名弟子離開内路，前往外路弘法。不久回到歸寧府，隨後被賢主阮福瀕請回順化。1682年至1684年期間，元韶在順化建立榮恩寺和普同塔。後來榮恩寺於1689年被義主阮福溙改名為國恩寺。1687年至1690年期間，他被阮福溙派往中國，尋求高僧、佛像、法器。
1696年，奉明主阮福淍之命，擔任河中寺住持。1728年圓寂於改寺，年八十歲。1729年佛誕，寧主阮福澍諡其為行端禪師。